# Чень Юефан
Чень Юефан (1 травня 1963 — 18 вересня 2000) — китайська баскетболістка.
Учасниця Олімпійських Ігор 1984 року.